# شورى
الشورى هي مصطلح إسلامي استمده بعض فقهاء وعلماء المسلمين من بعض آيات القرآن مثل ﴿وَالَّذِينَ اسْتَجَابُوا لِرَبِّهِمْ وَأَقَامُوا الصَّلَاةَ وَأَمْرُهُمْ شُورَى بَيْنَهُمْ وَمِمَّا رَزَقْنَاهُمْ يُنْفِقُونَ ۝٣٨﴾ سورة الشورى-آية 38 للدلالة على ما اعتبروه المبدأ شرعي من مبادئ الإسلام المتعلق بتقليب الآراء، ووجهات النظر في قضية من القضايا، أو موضوع من المواضيع، واختبارها من أصحاب الرأي والخبرة، وصولاً إلى الصواب، وأفضل الآراء، من أجل تحقيق أحسن النتائج. وتذكر كتب الحديث والتاريخ الإسلامي مواقف اعتبروها تجسد مبدأ الشورى منها استشارة محمد نبي الإسلام لأصحابه رغم أنه معصوم.
ولا يمكن بأي حال أن نتطرق إلى المؤسسة السياسية الإسلامية دون الحديث عن واحدة من أهم مميزات هذه المؤسسة؛ فالإسلام قد جاء بمبدأ إنساني غاية في العظمة والروعة، وهو مبدأ الشورى، بل سُميت سورة من سور القرآن الكريم باسم «سورة الشورى»؛ دلالة على أهمية تحقق هذا الشرط في أي شأن من شؤون المسلمين، وعلى الرغم من اختلاف الفقهاء حول آليات تنفيذ هذا المبدأ من ناحية الاختيار أو الوجوب والإلزام، لكنهم مُجْمِعُون على ضرورة تَحَقُّقها بين المسلمين مصداقًا لقوله تعالى: ﴿فَبِمَا رَحْمَةٍ مِنَ اللَّهِ لِنْتَ لَهُمْ وَلَوْ كُنْتَ فَظًّا غَلِيظَ الْقَلْبِ لَانْفَضُّوا مِنْ حَوْلِكَ فَاعْفُ عَنْهُمْ وَاسْتَغْفِرْ لَهُمْ وَشَاوِرْهُمْ فِي الْأَمْرِ فَإِذَا عَزَمْتَ فَتَوَكَّلْ عَلَى اللَّهِ إِنَّ اللَّهَ يُحِبُّ الْمُتَوَكِّلِينَ ۝١٥٩﴾ [آل عمران:159] .

## الشورى في اللغة
لغة مصدر من شار العسل: استخرجه من الخلية، واشتار الفحل الناقة: كرفها فنظر إليها لاقح هي أم لا، كرف الفحل الناقة وشافها واستشارها بمعنى واحد كما في لسان العرب
خذ آراء الآخرين في موضوع ما لتحقيق مصلحة معينة لفرد واحد أو مجموعة من الأفراد، وأيضا هي استخراج الرأي الأنسب بتداول الآراء حول مسألة ما.
ومن مجموع ما تقدم يتبن أن الشورى عملية يحدث فيها استخراج الآراء المتعددة في الأمر المعروض ممن يحسنون ذلك، وتقليبها وفحصها والموازنة بينها، واختبارها لاختيار أنفعها وأصلحها، والدلالة عليها، قال البدر العيني: «وحاصل معنى شاورته عرضت عليه أمري حتى يدلني على الصواب منه».

## مفهوم الشورى
تُعرَّف الشورى بأنها طلب الرأي ممن هو أهل له، أو هي استطلاع رأي الأمة أو من ينوب عنها في الأمور العامة المتعلقة بها، وفي هذا السياق يمكن إذن تعريفها كمجهود فكري جماعي يهدف إلى تبني موقف مشترك بخصوص موضوع سياسي، اجتماعي، اقتصادي أو غيره، لم تتم معالجته بشكل صريح أو ضمني في القرآن الكريم، وعليه فقد اتخذ المسلمون الشورى أصلاً وقاعدة من أصول الحكم وقواعده، وعليها قام ترشيح العدول من المسلمين لمن يرونه أهلاً للقوَّة والإمامة لتولِّي أمرهم؛ ومما يؤكِّد ذلك ويؤصِّله أن الرسول ﷺ لم يترك نصًّا مكتوبًا ولم يستخلف أحدًا ليتولَّى إمامة المسلمين، وإنما ترك الأمر شورى بينهم، وقد روى أبو وائل قال: قيل لعلي بن أبي طالب رضي الله عنه: ألا تستخلف علينا؟ قال: "ما استخلف رسول الله ﷺ فأستخلف، ولكن إن يُرِدِ اللهُ بالناس خيرًا فسيجمعهم بعدي على خيرهم، كما جمعهم بعد نبيهم على خيرهم".

## أهمية الشورى
تعتبر الشورى أصلاً من الأصول الأولى للنظام السياسي الإسلامي، بل امتدَّت لتشمل كل أمور المسلمين؛ وتأسيسًا على ذلك فإن الدولة الإسلامية تكون قد سبقت النظم الديمقراطية الحديثة في ضرورة موافقة الجماعة على اختيار مَنْ يقوم بولاية أمورها ورعاية مصالحها وتدبير شئونها؛ ممَّا يؤكِّد قيمة وفاعلية الإجماع عند المسلمين.

## أهل الشورى
يختلف تحديد أهل الشورى باختلاف المجال المراد الاستشارة فيه، فأمور الدين يستشار فيها العلماء، وأمور الخطط الحربية يستشار بها قادة الجيوش، وهكذا.

### أهل الحل والعقد
من هُمْ أهل الشورى؟ أو أهل الاختيار؟ أو كما قال عنهم فقهاء المسلمين ومؤرخوهم: أهل الحل والعقد.
هناك اتفاق بأن الشورى في الإسلام منوطة بفئة من المسلمين يُطلق عليهم أهل الشورى (الحلِّ والعقد)، وقد تحدَّث الفقهاء عن ضرورة توافر بعض الشروط فيهم؛ وهي: العدالة، والعلم، والرأي، والحكمة. ومن ثَمَّ يمكن إجمالهم في «العلماء والرؤساء ووجوه النَّاس الَّذين يتيسَّر اجتماعهم»، لذلك كانت الشورى من الأمور الضرورية الملحة التي يفرضها الإسلام على ولاة الأمور، ويمكن القول: إنها من أهم المظاهر الحضارية التي أسهم المسلمون في إيجادها وإرسائها في المجتمع الإسلامي، وتأثر بها الآخرون، خاصة في أوروبا منذ القرن الثالث عشر الميلادي، ولذلك كانت الشورى نوعًا من التعبير عن الإرادة الإلهية؛ استنادًا إلى ما يقوله الرسول ﷺ: «إِنَّ أُمَّتِي لاَ تَجْتَمِعُ عَلَى ضَلاَلَةٍ»، ونلاحظ أن الخليفة في الإسلام لا يمكن أن يُعطي لنفسه حق التعبير عن الإرادة الإلهية، أي أنه لا يملك أن يُصدر تشريعًا؛ لأن سلطة التشريع لجماعة المسلمين أو مجموع الأمة، وهذا بالطبع في حالة غياب نصٍّ صريح قطعي الدلالة من القرآن والسنة.

## صفات أهل الشورى
ينبغي أن تتوافر في كل هؤلاء صفات تؤهلهم لذلك، منها:
1. العلم والخبرة فيما يستشارون فيه.
2. الأمانة وتقدير المسؤولية التي تحجز عن التقاعس عن الانتصاب لهذا الأمر، أو الإقدام بغير علم أو خبرة.
3. العقل الراجح والشجاعة في إبداء الرأي ولو خالف به الكثير.

## بينالديمقراطيةوالشورى
يعتبر أغلب علماء المسلمين أن هناك اختلاف بين الديمقراطية والشورى، فالديمقراطية تستند على مبدأ أن الشعب هو صاحب السيادة ومصدر الشرعية، فالسلطة في النظام الديمقراطي هي للشعب، وبواسطة الشعب تتحقق سيادته ومصالحه ولو خالفت الشريعة الإسلامية. أما ما يفرق بين الشورى والديمقراطية فهو مصدر السيادة في التشريع، فالديمقراطية تجعل السيادة في التشريع للشعب، أما الشورى فتجعل السيادة للشريعة الإسلامية ولو خالفت الأغلبية.
في حين أن العديد من المثقفين والباحثين والمفكرين الإسلاميين في العصر الحديث يرون أن الشورى هي الديمقراطية ذاتها.
والقول الأول هو الحق والقول الثاني فيه شيء من الشك لأن الديمقراطية تجعل السيادة للشعب وله الحق في الحكم بما يريد، وهذا بخلاف الشورى فالشورى نظام إسلامي والإسلام أمر بالحكم بشرع الله وآيات الحاكمية كثيرة في ذلك.

## الفرق بين الشورى والديمقراطية
نظام الشورى الإسلامي يختلف كثيرًا عن النظم الديمقراطية الوضعية، فالديمقراطية التي تعتبر حكم الشعب للشعب، ينتج عنها أن الشعب هو الذي يضع دستوره وقوانينه، وهو السلطة القضائية التي تحكم بين الناس بتطبيق القوانين الوضعية، وحتى يتمكن الشعب من مباشرة سلطة التشريع، ووضع القوانين، والفصل بين السلطات، يتم اللجوء إلى إجراء انتخابات عامة، والتي ينتج عنها اختيار مجموعة من الأفراد، يكونون قادرين على مراقبة سائر السلطات، فمن حق هذه الهيئة المنتخبة عزل الوزراء، ومحاسبة المسئولين وعلى رأسهم رئيس الدولة، ومع وجاهة هذا الأمر إلا أن نظام الشورى الإسلامي يختلف عن هذا التصور؛ فالشورى في الإسلام تقوم على حقيقةٍ، مفادها أن الحكم هو حكم الله المنزَّل بواسطة الوحي على رسول الله ﷺ ، الذي يُعدُّ الالتزامُ به أساس الإيمان، والعلماء هم أهل الحلِّ والعقد، وهم على رأس رجال الشورى، وليس للعلماء مع حكم الله في إطار الشورى إلا الاجتهاد في ثبوت النصِّ، ودقَّة الفهم، ورسم الخطط المنهجية للتطبيق، والحقُّ أن النظام الديمقراطي يَسْهُل التحايل عليه، من خلال سيطرة بعض الأحزاب أو القوى على العمل السياسي في دولة من الدول، ومن ثَم يفرض هذا الحزب، أو تلك الفئة وجهة نظرها على الأمة، لكن الشورى تجعل الهيمنة لله وحده، فتُعْلِي حُكْمه وتشريعه على سائر الأحكام والتشريعات، فتؤدِّي إلى ظهور رجال يعيشون في معية الله، ويخشونه بصدق.